# La morte avrà i tuoi occhi
La morte avrà i tuoi occhi (Bird Box) è un romanzo post-apocalittico del 2014, opera d'esordio dello scrittore e cantante americano Josh Malerman, pubblicato per la prima volta nel Regno Unito il 27 marzo 2014.
Un sequel del libro, intitolato Malorie, è stato rilasciato il 21 luglio 2020. Un film tratto dal romanzo, Bird Box, è uscito nel 2018.

## Trama
Il romanzo è narrato in prima persona dalla protagonista, Malorie; si svolge ai giorni nostri, con l'alternarsi di sequenze flashback.
Delle notizie internazionali riportano una serie di casi di persone impazzite improvvisamente, al punto da uccidere sé stesse e coloro che stanno intorno. Dopo essere rimasta incinta in seguito a una relazione da una notte avuta con un uomo, Malorie si rende conto che il fenomeno ha raggiunto gli Stati Uniti. La follia sembra essere generata da "qualcosa", ritenuta un'entità, che porta le persone a sviluppare improvvise e violente tendenze suicide anche solo guardandola. Non potendo decretare con esattezza quale sia la minaccia, la popolazione corre ai ripari nascondendosi in casa e coprendo le finestre.
In seguito alla morte di sua sorella Shannon, che si è suicidata dopo aver guardato accidentalmente fuori dalla finestra, Malorie raggiunge una casa sicura con altri sopravvissuti: Tom, Jules e il suo cane Victor, Felix, Don, Cheryl e Olympia, incinta di quattro mesi come Malorie; il gruppo si barrica nell'abitazione ed esce in caso di necessità per prendere l'acqua o buttare i rifiuti, bendandosi gli occhi. Tom, spiega che il proprietario originale della casa sicura, George, aveva una teoria per la quale l'entità possa essere vista indirettamente senza ripercussioni: per testare l'ipotesi, aveva registrato un filmato da una finestra per poi riguardarlo dopo essere stato legato a una sedia dai compagni. Tuttavia, ciò non ha impedito a George di uccidersi in seguito.
Tom suggerisce di usare dei cani per orientarsi durante gli spostamenti fuori casa, ritenendo che possano essere immuni alle creature. Lui e Jules cercano nelle case adiacenti ulteriori provviste e cani da addestrare, in quanto Jules non vuole mettere a rischio Victor; trovano alcuni uccellini in una scatola e li portano con loro per usarli come sistema da allarme, in quanto si agitano ogni volta che percepiscono l'avvicinamento dell'entità.
Dopo mesi di isolamento, qualcuno bussa alla porta dei superstiti: un uomo di nome Gary chiede asilo, affermando di essere stato costretto a lasciare il suo rifugio precedente in quanto Frank, un individuo ossessionato dalle fake news, riteneva che la minaccia fosse solo frutto di un'isteria di massa, arrivando a scoprire tutte le finestre e ad aprire le porte per dimostrarlo. Gary stringe amicizia con Don, discutendo spesso delle teorie di Frank; Malorie, insospettitasi, apre di nascosto la valigetta di Gary e trova un diario appartenente a "Frank". Lo rivela ai compagni, portando a una votazione che decreta per maggioranza che Gary deve essere sfrattato. In seguito all'accaduto, Don diventa sempre più introverso e si trasferisce in cantina.
Nel corso dei mesi seguenti, i sopravvissuti usano l'elenco telefonico per chiamare diversi numeri e lasciare dei messaggi in varie segreterie, pur senza ricevere mai risposta da nessuno. Qualche mese dopo, Olympia e Malorie entrano in travaglio e vengono portate in soffitta per partorire. Si scopre che Don ha segretamente tenuto nascosto Gary in cantina; quest'ultimo affronta Malorie e le rivela che lui e Frank sono la stessa persona. Essendo già pazzo da prima del cataclisma, non ha problema a vedere l'entità e ha spiato a lungo gli abitanti della casa e le creature prima di chiedere ospitalità. Al piano inferiore, Don rimuove ogni copertura dalle finestre, portando gli occupanti dell'abitazione a impazzire e a uccidersi a vicenda. Gary apre la porta della soffitta per permettere all'entità di entrare; Malorie provvidenzialmente si copre lo sguardo, ma Olympia la vede e va fuori di sé, sebbene, prima di suicidarsi, riesca a farsi convincere da Malorie a consegnarle il neonato.
Malorie attende che Gary e la creatura se ne vadano, poi scopre i cadaveri di tutti gli altri inquilini, tranne Victor, che è stato chiuso in cantina. Il telefono squilla e si rivela essere Rick, un sopravvissuto che informa Malorie di aver ricevuto una chiamata da quel numero e che hanno un rifugio molto sicuro, invitandola a raggiungerli fornendole istruzioni dettagliate. Malorie, oppressa dal dolore per la morte dei suoi compagni e per il peso di dover accudire due bambini appena nati, rifiuta l'offerta, sebbene Rick la rassicuri dicendole che la chiamerà settimanalmente e che sarà sempre il benvenuto.
Malorie cresce i bambini attraverso dure tecniche di addestramento per garantire la loro sopravvivenza, insegnando loro quando coprirsi gli occhi e a intensificare i loro sensi. Si rifiuta anche di dare loro dei nomi, chiamandoli solo "Bambino" e "Bambina", ritenendo i nomi inutili. Durante una delle sue esplorazioni per recuperare provviste, Malorie scopre che gli animali non sono immuni all'entità, in quanto Victor impazzisce.
Quando i bambini hanno quattro anni, Malorie decide di trasferirsi nella casa sicura di Rick, scegliendo un giorno particolarmente nebbioso, nella speranza di nascondere la fuga nel caso Gary li stia ancora spiando. I tre viaggiano lungo un fiume, imbattendosi in un folle che cerca di convincerli a togliersi le bende e in un branco di lupi, uno dei quali ferisce Malorie. L'entità sembra stare per catturarli, ma poi li lascia andare, e Malorie trova il coraggio di togliersi brevemente la benda per trovare la strada giusta. Riescono poi a raggiungere il rifugio, che originariamente era una scuola per ciechi, dove vengono accolti dal non vedente Rick.

## Accoglienza
La morte avrà i tuoi occhi è stato accolto positivamente dalla critica. Il lavoro di Malerman è stato paragonato a quello di Stephen King e Jonathan Carroll. Tasha Robinson di The AV Club ha dato al libro una valutazione B, scrivendo "Malerman esagera un po' al suo debutto, [...] ma l'atmosfera è agghiacciante. Leggerlo è come accettare la sfida di entrare in un posto strano, con gli occhi chiusi, senza avere idea di chi o cosa potrebbe essere in contatto per stabilire un contatto".
Malerman ha scritto la bozza del romanzo prima dell'uscita del film di M. Night Shyamalan del 2008 E venne il giorno e del film del 2009 The Road (sebbene il romanzo The Road sia stato scritto nel 2006) , cosa che gli ha fatto temere che il libro "potesse perdersi nella confusione", dal momento che i soggetti delle storie sono piuttosto simili.
Nel 2015, il romanzo ha vinto il Michigan Notable Book Award, ed è stato candidato al James Herbert Award e al Bram Stoker Award per il miglior romanzo d'esordio.

## Adattamento
I diritti cinematografici di La morte avrà i tuoi occhi sono stati presi in considerazione per l'acquisto dagli Universal Studios nel 2013, prima dell'uscita del libro. Inizialmente avrebbero dovuto produrre il film Scott Stuber e Chris Morgan, con Andy Muschietti (It, La madre) come regista ed Eric Heisserer in trattative per scrivere la sceneggiatura. Netflix ha successivamente acquisito i diritti del libro, con Sandra Bullock e John Malkovich in ruoli principali, Morgan co-produttore, Heisserer come sceneggiatore e Susanne Bier come il regista.